# Melissa Bonny
Melissa Bonny (* 23. Januar 1993 in Montreux) ist eine Schweizer Sängerin und Songwriterin. Bekannt wurde sie als Sängerin der Metal-Bands Evenmore und Rage of Light sowie als Gründerin und Sängerin von Ad Infinitum.

## Karriere
Nachdem sie die Schule abgeschlossen hatte, war Bonny in einer Coverband im Umland ihres Heimatortes aktiv. Diese hat sie 2012 verlassen, um der schweizerischen Symphonic-/Folk-Metal-Band Evenmore als Sängerin beizutreten. 2015 trat sie zudem der Trance-Metal-Band Rage of Light bei. Im Jahr 2018 beendete Melissa Bonny ihre Aktivitäten bei Evenmore und gründete die Symphonic-Metal-Band Ad Infinitum. Neben dem Gesang verfasst sie auch Texte und komponiert Lieder der Band. Anfang April 2021 gab sie den Ausstieg bei Rage of Light über ihre Social-Media-Kanäle bekannt.
Mitte Juli 2021 wurde die Gründung der Band The Dark Side of the Moon bekannt gegeben. Neben Bonny als Sängerin besteht die Gruppe aus dem Gitarristen Hans Platz, der Harfenistin Jenny Diehl (beide von Feuerschwanz) und dem Schlagzeuger Morten Løwe Sørensen von Amaranthe. Es wurde ein Plattenvertrag beim österreichischen Label Napalm Records unterzeichnet. Am 12. Mai 2023 erschien das Debüt-Album Metamorphosis. Als Solokünstlerin veröffentlichte sie im August 2024 die Single Gravitate. Unterstützt wurde sie dabei unter anderem von Christoffer Stjerne, dem Sänger von H.E.R.O., und dem Musikproduzenten Jacob Hansen.
Bei der Power-Metal-Band Warkings wirkte sie unter dem Pseudonym Queen of the Damned auf den Alben Reborn und Revenge sowie bei Liveauftritten mit.
Ihr Klargesang ist Mezzosopran. Zudem beherrscht sie gutturalen Gesang, zu dem sie auch innerhalb von Liedern wechselt.

## Privates
Melissa Bonny lebt seit Ende 2020 mit ihrem Ehemann Morten Løwe Sørensen, dem Schlagzeuger der Band Amaranthe, in Dänemark. Das Paar ist seit 2023 verheiratet.

## Diskografie
Mit Evenmore
- 2014: The Beginning [EP]
- 2016: Last Ride

Mit Rage of Light
- 2016: Chasing a Reflection [EP]
- 2019: Imploder

Mit Ad Infinitum
- 2020: Chapter I: Monarchy
- 2021: Chapter II – Legacy
- 2023: Chapter III – Downfall
- 2024: Abyss

Mit The Dark Side of the Moon
- 2023: Metamorphosis[4]

Sonstige (Auswahl)

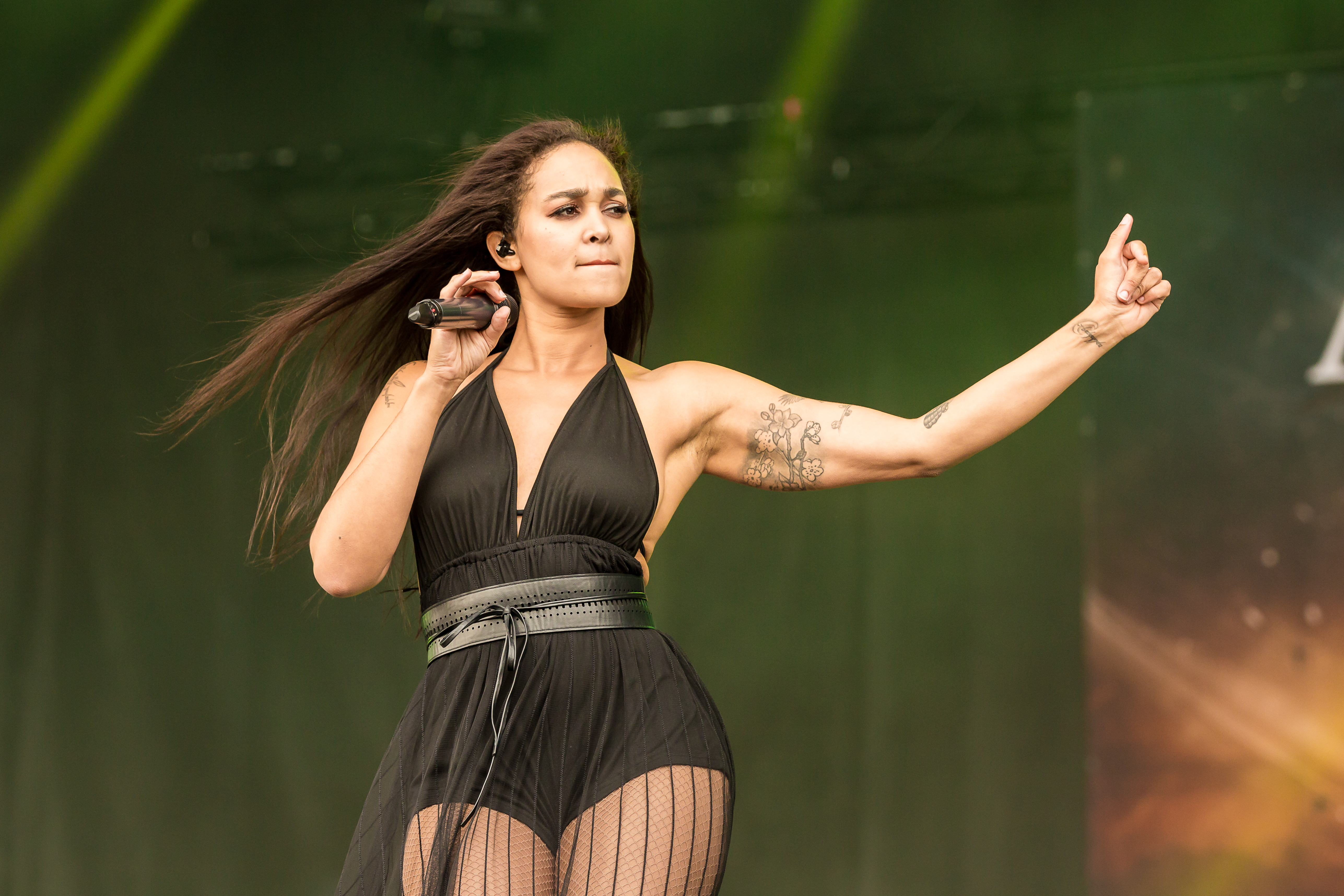
Melissa Bonny, 2022

- 2018: Warkings – Reborn (als Gastsängerin) [Album]
- 2019: Skeletoon – Farewell (Avantasia-Cover) (als Gastsängerin)[7]
- 2020: Warkings – Revenge (als Gastsängerin) [Album]
- 2020: Feuerschwanz – Ding (Seeed-Cover) (als Gastsängerin) [Single][8]
- 2021: Feuerschwanz – Warriors of the World United (Manowar-Cover) (als Gastsängerin)
- 2021: MORTEMIA – Devastation Bound (feat. Melissa Bonny)
- 2021: Blasterjaxx – The Crown (feat. Melissa Bonny)
- 2022: H.E.R.O. – Monster (als Gastsängerin)
- 2024: dArtagnan – Herzblut (feat. Melissa Bonny)